# Jan Gaston Zakrzewski
Jan Gaston Tadeusz Zakrzewski (ur. 27 października 1911 w Krakowie, zm. w kwietniu 1940 w Charkowie) – polski inżynier mechanik, podporucznik artylerii rezerwy Wojska Polskiego, ofiara zbrodni katyńskiej.

## Życiorys
Urodził się w krakowskiej inteligenckiej rodzinie Tadeusza, znanego adwokata, i Jadwigi z Baranieckich. Jego dziadek Wincenty był profesorem UJ oraz rektorem w latach 1890–1891. Dziadek od strony matki, Marian Baraniecki, był profesorem nauk matematycznych na tym samym uniwersytecie, a brat Witold - profesorem prawa.
Zakrzewski uczęszczał do szkoły w Krakowie. Ukończył VIII Gimnazjum w Krakowie. W latach 1930–31 był słuchaczem Wołyńskiej Szkoły Podchorążych Rezerwy Artylerii. Po ukończeniu studiów uzyskał tytuł inżyniera mechanika, a po odbyciu ćwiczeń rezerwy, stopień podporucznika artylerii ze starszeństwem z dniem 1 stycznia 1933. Był przydzielony do 5 dywizjonu artylerii ciężkiej, później do 5 dywizjonu artylerii przeciwlotniczej, w którym odbywał ćwiczenia rezerwy pełniąc funkcję dowódcy plutonu. Pracował jako konstruktor silników lotniczych w Polskich Zakładach Lotniczych – Wytwórnia Płatowców nr 1.

W sierpniu 1939 został zmobilizowany do 1 pułku artylerii przeciwlotniczej. W czasie kampanii wrześniowej – po agresji ZSRR na Polskę – w nieznanych okolicznościach dostał się do niewoli sowieckiej. Przebywał w obozie w Starobielsku. Wiosną 1940 został zamordowany przez funkcjonariuszy NKWD w Charkowie i pogrzebany potajemnie w bezimiennej mogile zbiorowej w Piatichatkach, gdzie od 17 czerwca 2000 mieści się oficjalnie Cmentarz Ofiar Totalitaryzmu w Charkowie. Figuruje na Liście Starobielskiej NKWD, pod poz. 1223.
5 października 2007 minister obrony narodowej Aleksander Szczygło mianował go pośmiertnie na stopień porucznika. Awans został ogłoszony 10 listopada 2007 w Warszawie, w trakcie uroczystości „Katyń Pamiętamy – Uczcijmy Pamięć Bohaterów”. 

### Życie prywatne
W lipcu 1936 zawarł związek małżeński z Anną Marią de Pourbaix, córką ziemianina Kamila de Pourbaix, 2 września 1939 urodził mu się syn Jan, przyszły profesor Politechniki Śląskiej.